# Kostel svatého Jiljí (Nebužely)
Římskokatolický farní kostel svatého Jiljí v Nebuželích je barokní sakrální stavba ležící v severozápadním části obce. Od roku 1966 je kostel chráněn jako kulturní památka.

## Historie

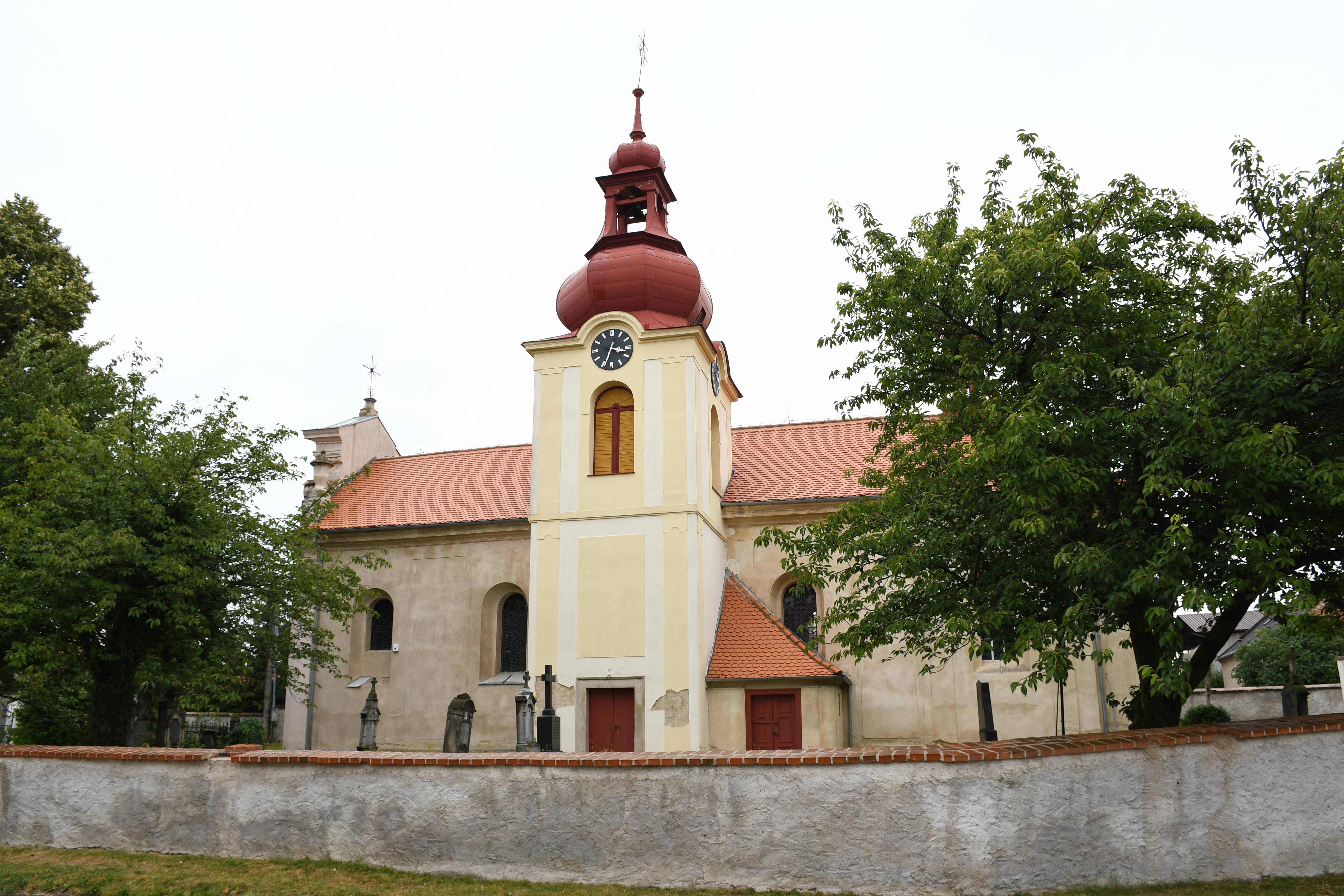
Kostel sv. Jiljí v Nebuželích

Historicky patří nebuželský kostel ke skupině nejstarších kostelů v regionu, které dal postavit v druhé polovině 10. století kníže Boleslav II. První písemná zmínka o zdejším kostele je z roku 1384, kdy byl nebuželský kostel farním kostelem. V důsledku třicetileté války nebuželská farnost zanikla a byla obnovena až roku 1674. V roce 1735 byl postaven současný kostel na místě středověkého předchůdce. Kostel byl přestavěn v roce 1861–1862. V této době byl také nově zaklenut.

## Architektura
Jedná se o neorientovanou, jednolodní, obdélnou stavbu, která je na půdorysu řeckého kříže. Má čtvercové kaple po strana středního travé. Po severní straně segmentem ukončeného presbytáře se nachází obdélná sakristie, která je dvojboce ukončena. Na konvexně a konkávně zalamovaném průčelí jsou pilastry a volutový štít s trojúhelným ukončením. Na obdélný portál se supraportou se segmentem, který je proložený římsou, dosedá okno kasulovitého tvaru. Průčelí je zdobeno štukovou páskovou ornamentikou. Boční fasády jsou členěny vpadlými poli. Nad pravou boční kaplí je hranolová patrová věž s cibulovou bání. Věž je nízká, členěná lizénami. Ve věži je renesanční zvon.
Presbytář a loď mají v klenbě placky. Boční kaple má valenou klenbu. Kostelní kruchta, na níž jsou umístěny varhany, má valenou klenbu. Na klenbě presbytáře je freska Nejsvětější Trojice. V obou bočních kaplích je štuková výzdoba páskové ornamentiky.

## Zařízení
Zařízení kostela včetně soch na oltáři je poměrně novodobé pocházející z 19. století. Obraz hlavní oltáře pochází z 19. století a je dílem Agathona Klemta. Oltář je rámový, má štukový závěs s páskovou a mřížovou ornamentikou, která splývá s architektonickým štítovým nástavcem. Boční oltáře v kaplích jsou zasvěceny Panně Marii a sv. Janu Nepomuckému. Jsou rokokové s novými obrazy. V kostele se nachází barokní obraz Ukřižování a znakový, reliéfní, mramorový náhrobník Anny Hruškové z Března z roku 1562.

## Okolí kostela
Místní socha sv. Jana Nepomuckého z roku 1884 je dílem A. Procházky z Prahy.